# پدرو تیشیرا
پدرو تیشیرا (به پرتغالی: Pedro Teixeira) سیاح پرتغالی بود.

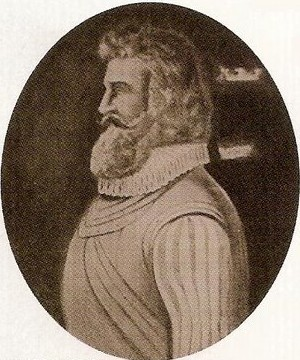
تیشیرا

تیشیرا در ۱۶۳۷ تبدیل به اولین اروپایی شد که کل رود آمازون را طی کرد.
رضا ضیا ابراهیمی، استاد کینگز کالج لندن، تیشیرا را مبدع تاریخ‌نگاری ایران به شکل امروزی می‌داند. تیشیرا خود تاریخی از ایران ننوشت بلکه صرفاً بخش‌های مرتبط با ایران روضةالصفا را به صورت خلاصه ترجمه کرد. این کار او از این لحاظ نوآورانه بود که پیشتر هرگز کتابی به «تاریخ ایران» پیش و پس از اسلام به صورت یکجا نپرداخته بود. سنت تاریخ‌نگاری تا پیش از آن (و حتی تا ۱۸۱۵ که جان ملکم کتابی به نام تاریخ ایران تألیف کرد) به این شکل بود که شاهان ایرانِ پیش از اسلام را در یک کتاب بررسی می‌کردند و تاریخ امت اسلام (از جمله «ایران») را در یک کتاب جداگانه. تیشیرا همزمان با دولت صفویه زندگی می‌کرد که ممالک محروسه ایران را پس از ۹۰۰ سال مجدداً بنا نهاد. در فاصلهٔ سقوط شاهنشاهی ساسانی تا برآمدن صفویه، هیچ دولتی خود را به صورت پیوسته «ایران» نمی‌خواند. هرچند جغرافیا و فرهنگ ایرانی همچنان به حیات خود ادامه می‌داد.